# 新谷良子
新谷 良子（しんたに りょうこ、1981年3月31日 - ）は、日本の女性声優、歌手。石川県金沢市出身。リマックス、ランティス所属。

## 来歴
星稜高等学校卒業後に上京、日本工学院専門学校演劇俳優科声優コースへと進む。在学中に清水愛・坂本美里などと「めぇめぇもぉ」を結成。ラジオやイベントへの出演を行っていた。
その後、ブロッコリーが開催したゲーム『プリズムパレット』の一般公募のオーディションで、グランプリを受賞する。しかし、同ゲーム制作の遅れにより、開発が中止するかもしれないとブロッコリーから連絡があり、お詫びとしてメディアミックス企画作品『ギャラクシーエンジェル』ヒロイン役オーディションを勧められる。主役のミルフィーユ・桜葉役に合格し、デビューを果たした。同時にテレビ『ゲーマーズエクスプレス』の司会も務める。
以降は、数々のブロッコリー提供のテレビ・ラジオで、司会を務めている。また、ミニアルバム『ピンクのバンビ』で、歌手デビューを果たす。
紅屋25時（アットウイル）、ビーボを経て、現在はリマックス、ランティスに所属。
2004年、ファンクラブ「PINK☆ROCKS」を設立。
2011年、声優デビュー10週年記念として、6月25日、26日に「はっぴぃ・はっぴぃ・すまいる 30 chu→lip☆BEST LIVE」、7月9日、10日に記念展示会「新谷良子 10th Anniversary Museum『chu→lipはてな』」を開催。
2012年、「新谷良子 with PBB名義」名義でミニアルバムBANDScoreを発売。
2017年12月19日、音泉、NECパーソナルコンピュータプレゼンツ デジタル生活応援!121ラジオ番組内でタイピング試験(イータイピングマスター)3級に挑戦し合格した。
2018年7月1日、Twitterを開始。
2022年4月1日、リマックスに所属。

## 人物
基本的に内向的で、『chu→lip☆くえすと』のメイキング映像では、練習初日の顔合わせで人見知りする姿が確認できる。
ピンクが大好きで、本人のファッションやCDジャケットにはそのカラーがよく表れている。また、ミニスカートやロリータファッションが多く、絶対領域にもこだわりがある。好きなファッションブランドは「MILK」や「h.NAOTO」など。「MARCHING MONSTER」発売当時は黒や水玉模様もお気に入りで、CDのラベルには黒にピンクの水玉模様が描かれている。
小学校高学年の頃に友人に見せてもらったことがきかっけで、漫画雑誌『なかよし』を買い始めた。その後、「やっぱり好きな作品は手元に置いておきたい!」と思い始めた頃からは『なかよし』、『りぼん』、『ちゃお』など連載誌問わずにコミックスを集めていたという。
ディズニー関連が好きで、上京後はキャストになることも考えていた。ブログには頻繁に東京ディズニーリゾートへ行ったという内容が書かれている。エレクトリカルパレードを観るのがお気に入り。
『るろうに剣心』が好きで、原作のコミックスも何度か読んでいたこと、CDブック版、テレビアニメ版の初代オープニングテーマの『そばかす』も聴いており、グッズも、アニメイトに通い色々集めていた。高校時代の文化祭の時、クラス展のBGMに、キャラソンCDを使ったこともあり、専門学校時代のモダンバレエの授業のテストで、創作ダンスを作るというのがあり、そのダンスの音楽に、同作のサントラを使いテストに臨んだこともあったという。同作の登場人物の相楽左之助も好きである。
折原みとの小説『時の輝き』が好きであり、高校進学前は看護師になろうと思い、看護学科のある高校に進学しようと思っていた時期もあったという。
昔はゲーム『卒業M』が好きで、最終的には落選したが、ゲームのドラマCDの中にファンのための企画で、3人出演できる募集でオーディション用CDがあり、二次まで通過していたこともあった。二次に合格すると雑誌に名前が掲載され、その人物の中に福圓美里もおり、ものすごい縁を感じていた。名前が雑誌に掲載されていたことで図に乗り、母に見せびらかしていたという。
好きなアーティストは浜崎あゆみ、川本真琴、Tommy heavenly6などが挙げられる。好きな俳優は藤原竜也、ジョニー・デップ。
本人いわく、寝言が凄い。自分の寝言で起きるくらいで、その時ほど一人暮らしで良かったと実感するという。
舞台『想い出色の輪舞』では二役を演じることになったが、稽古中「演じ分けるにあたって、両者の精神年齢が気になる」と演出の下田正美に疑問をぶつけた。共演した俳優の寺崎正信はその真摯な姿勢に深い感銘を受け、後に「脚本に書かれている以上のことを追おうとしない若い役者が多い中で、このような一見当たり前のような疑問も無視せずに向かい合った。役を作る楽しさも難しさも知っている」と自身のウェブサイトで記している。
図工や美術が苦手。
趣味は読書、かわいい服の収集。資格はピアノ、トランポリン。ピアノは住んでいた地方で「6歳の6月から習い事を始めるといい」という言い伝えのようなものがあることを祖母から言われた。結局、その通りに小学1年生から習い始めて中学3年生の頃までしていた。ピアノを始めてから「音で表現することはとても楽しいことだ」と感じるようになった。ピアノをしていたため、保育士になろうと思ったこともあった。トランポリンはとても楽しかったが、なかなか上手くならず、年下の子供に抜かれてしまったくらいだった。
小学生の頃、「道徳の教科書」をもらって1週間で読んでしまうくらい活字が好きで、漢字も苦手ではないという。
祖母は小学校の教師をしていた。家は厳しく、正月に書初めをするような家だったが、ピアノを習ってからはピアノの弾き初めもするようになった。その時に一緒に歌を歌ったりしており、2009年時点では録音テープなども残っているという。読書や勉強に関しては、母と祖母は厳しかったという。そんな厳しい家庭環境は「それが普通、それが当たり前だ」と思い、他の家の人物に憧れたりしていたこともあったが、親の教育が上手かったのかもしれず、このことについて「よくグレなかった」と語る。母も祖母も怖かったが、一番怖いのは祖父だった。新谷と祖父は外面がいいのが似てるという。

### 生い立ち
一人っ子である。4～5歳くらいは松田聖子が好きで、「聖子ちゃんになるんだ！」と言っていた。その時はかわいい服を着て歌を歌っていたのに惹かれていたという。アニメが好きだったことからオープニング、エンディングの曲をテレビに合わせて歌っていた。
前述のとおり、厳しい家庭だったため、小さい頃から漫画やアニメに触れていたわけではなかった。
アイドルをテレビで見ていたこと、バレエをしてた友人を観に行っており、「いいな」と思いながらも体が硬かったことから小学校の頃は観劇サークルで芝居を観に行っており、何かを演じたり表現することに惹かれていた。「目が悪くなるから」とゲームは全然触らせてくれなかったが、テレビは週に二番組だけ好きなのを見てよかったという。
基本的には明るくて元気な子供で、通知表もその部分だけは必ず評価されていた。友達付き合いも活発で、よく友人の家に行って遊んでいた。
多くの習い事をしており、民謡の後ろで踊る踊りなども少し学び、何回か発表会に出たこともあった。ただし、どの習い事も自分で「習いたい」と言い出したものではなく、母や祖母に言われて始めたものだった。親に「大学に行きなさい」と言われていたため、塾にも通っていた。

#### 声優になったきっかけ
幼少期より芝居や演技に興味を持ち、表現者に憧れていた。小学生のときに声優というものがあることを知り、実在の人でも架空の人でも変身できるため、「自分がなりたいのはこれだ」と確信する。セーラームーンになりたかったことや『ときめきメモリアル』のラジオドラマを聴いていたことも声優を目指すきっかけだった。
当時は中学時代の仲良しグループでアニメ好きな友人ができたため、その影響を受けていた。『なかよし』を買い始めた後、ちょうどその頃大人気だった『美少女戦士セーラームーン』に熱中していたという。セーラームーンシリーズは最初期の『コードネームはセーラーV』の時から読んでおり、主人公のセーラーV（セーラーヴィーナス）が好きだった。また、セーラーマーズにも憧れていた。
地元で放送されているアニメが少なかったこともあり、その分ドラマCDを聞いていた。就寝前に聴いていたが、声の芝居と音楽だけで光景が浮かんでくるのに感動したという。その頃からアニメや声優のファンになった。それ以前は前述のとおり、『なかよし』のような少女コミックス系などは読んでいたが、アニメはあまり見ておらず、意識して見るようになったのは『美少女戦士セーラームーン』が最初だったと語る。中学時代、アニメに詳しい友人から話を聞き、声優を職業として意識するようになった。その時にアニメ雑誌を貸してくれたりもしていたという。

#### 学生時代からデビューまで
小学校時代の得意科目は国語と音楽。幼少期、母に絵本を読んでもらったことから本を読むことが好きであったことと、合唱でピアノを弾いたりしていたためだという。夏休み前に、学校で販売していた読書感想文のための指定図書のようなものをたくさん買ってもらっていた。好きだった本は『かぎばあさんシリーズ』で、この本で読書感想文を書いていたという。
作文、読書感想文などの宿題には、必ず母か祖母の添削が入ったといい、あらかじめノートに下書きをしたものを添削し、原稿用紙に清書する感じであった。かなりきれいに整った大人な文章に仕上がっていたといい、教師にはバレていたと思ったという。
中学生の頃は基本的には社交的で、元気なのは子供の頃から変わらなかったが、中学に進学すると周囲の生徒も増えるため、いじめられたりしたこともあった。中学2年生ぐらいは都合の悪いことは忘れるタイプであまり覚えていないが、親から聞いた話だと、親と一緒に担任の教師の家に行ったという。前述の仲良しグループがあったため、いじめというよりも単純に気が合わないというだけだったような気がしていたという。
中学時代は当初は吹奏楽部に入ろうと思っていたが、バドミントン部に所属していた。当時はそこそこ厳しい感じの部活だったが楽しく過ごしており、他の学校へ練習試合に行ったりするのも楽しかった。ただし、バドミントンがハードなスポーツだとは思っておらず、思った以上に大変だったという。
運動音痴で、走るのも遅かった。ただし、小学生の頃トランポリンを習っていたことがあったため、バランス感覚だけはあるかもしれないという。障害物競争などでも平均台だけは速く、2009年時点でも人混みを抜けるのは得意という。
高校進学については、塾に通いながら受験に備えていた。当時は声優養成所も考えており、養成所によっては中卒以上という条件の場所があるため、親に話していた。その当時は大笑いされて終わりだったが、その頃から少しずつだが、「声優になりたい」と考えるようになった。思い直したきっかけに雑誌『アニメディア』の中で神谷明のインタビュー記事の「今、やれることをしておきなさい」という言葉がすごく心に残り、「やっぱりちゃんと高校へ行こう」と思い直した。結局、勉強が嫌いだったため、親が望んでいた公立高校には進学しなかったという。
高校1年生の夏までは半年演劇部に所属していた。しかし先輩が新谷に不満があったようで、「あんなに素直に自分の気持ちを直接的にぶつけることはできない」というくらいの大喧嘩をしてしまったことから、夏の1回公演が終わった後に辞めてしまった。後に先輩から「いずれあなたを部長にしようと思っていたのに」と言われたが、当時の新谷はそういうことがわからなかった。高校2年生からは吹奏楽部に所属したが、これは「芝居は間が大事」と知り、リズム感を養うためのものだった。担当はパーカッションで、高校時代の思い出を「ブラスバンド部（吹奏楽部）は楽しかった」と語る。高校への通学は電車とバスを利用していたが、一度だけ自転車で行ったことがある。
高校1年生時から親に「声優になりたい」と言っていたが、当初は笑い飛ばされていたという。アニメも変わらず好きでドラマCDなども買っており、高校になってから声優雑誌も買いだした。その当時、林原めぐみが好きで、『スレイヤーズ』も見ており、小説はライトノベル好きになった。林原のラジオを聴いており、母にも林原の著書などを見せて「声優の仕事はいろいろあるから老後も大丈夫なんだよ」と言っていたという。林原は好きな声優だったため、「声優の仕事には、歌などを歌う流れもあるのだな」と知っており、ちょうど堀江由衣がデビューしていた時期だったため、グラビアやCDで仕事の流れもあるとは認識していた。しかし自分がそうなるとは全く思っておらず、「私はとりあえずアニメに出たい」というだけで「歌を歌うなんて他人がすることだ」と勝手に思っていた。
勉強は嫌いであったが、好きなもののおかげで、色々なことが繋がっていった。当時、『創竜伝』と『封神演義』といった歴史ものの話が好きで、『封神演義』などは、全三冊の分厚い文庫本を読み倒していた。出てくる話が漢文の教科書にも掲載されていたため、漢文の成績は良かった。『創竜伝』も好き過ぎてドラマCDまで買ってしまい、台詞を全部覚えていたような気がしており、そのおかげで世界史もその時代の中国と日本史の幕末だけは得意だったという。
高校時代から声優に関する書籍を買って読んでいたが、トレーニング系の書籍は持っていなかった。持っていたのは、『声優になるには?』など、「どういうところでどんなレッスンをして、どんなオーディションがあり、養成所とはこういうところ」というような本が多かった。そういった声優界隈の知識を知らないと、親を説得できないと考えていた。「基礎の滑舌だけはできそうかな」と思い、それだけはトレーニングしていた。たまにテープで録音して自分の声を聴いてみたり、友人に借りたアニメのビデオテープを自分でセリフを書き起こし、音声を消して1人アフレコなどをしていた。家族がいると恥ずかしいため、いない時間を狙って行っていた。台本の書き方なども分からないため、「今どこ？」のようになるなど試行錯誤していた。高校時代は、「私が声優ならずに誰がなる」というくらいに思っており、その自信は高校時代までだったという。
高校3年生の進路を決めなくてはいけない時期には、親と大喧嘩していた。養成所の特待生やいくつかのオーディションに応募して、大阪府まで母に付き添われて受験するも、一次審査で落選し泣きながら帰ったこともあった。親が一緒ではないと行かせてくれなかったため、落選した時は「やっぱりね」、「ほら、ダメでしょ！」と言われ、悔しい思いをしたこともあった。
親からは「せめて大学に行け」と言われ、祖父からも「公務員になってくれ」と言われていた。親は声優の仕事がわからないから心配で反対しているんだと思い、認知してもらうために、塾の送り迎えの道中、母に声優の歌やドラマCDを聴かせたり、あの手この手で説得を試みるも、それでも反対された。進路相談では、演劇部の顧問でもあったクラス担任の教師との最初の三者面談時に、「先生はやりたいことを知っていてくれているから、2対1で親を説得してくれる」と期待していたところ全くの逆で、教師は反対する側であり親と一緒に説得された。教師からは「演劇部ですら1年続けられなかったのに、専門学校などでやっていけるわけがない」と凄い勢いで反対され、半泣きになったという。
しかし、その年の夏に中部地方の演劇の講習会が能登半島で開催されることになっており、理事のようなことを担任教師がやっていたため、新谷は演劇部ではなかったが、「やる気があるなら」と推薦される。星稜高校演劇部からのイベント参加者はいなかったが、教師から「演じるという世界はどういうものか体験してこい」と送り出さる。2〜3泊の短期間合宿だったが、想像以上に楽しく学ぶことができたことを伝えると、その後は担任も親身になり、信用できる学校などを探してくれた。『声優グランプリ』の企画で金沢への帰省時、担任に当時の話を聞く機会があり、「過去に何人か女優さんになりたいと言って上京したが、うまくいかず結局帰ってきたことがあった」と打ち明けられる。当初、「反対して、それで辞めるのであるならばそれはその方がいい」と思っており、「声優になりたい」と言ったのは新谷が初めてであり、担任自身「声優になるためにはどうしたらいいのかよくわからなかった」という。親はぎりぎりまで反対しており、夏休みは専門学校の体験入学期間であったため、担任が見つけてくれたところと、新谷が見つけたところの両方に母と参加した。そこで出会ったのが、日本工学院専門学校の講師を務めていた神谷明で、あまりアニメなど無知だった母でも、神谷のことは知っていたという。最終的に、日本工学院専門学校の寮に入り「2年間だけなら」という条件で、声優科への入学の了解を得た。最初に寮の抽選にもれてしまい、入寮できなければ上京できなくなってしまうため、そのことだけは泣くに泣かれず、翌日に交渉しようと学校に直接電話すると、ちょうどキャンセルが1件出たということで、優先的に入れて貰えることになり、上京が可能になった。専門学校に推薦入学が決まってからは寮に入るとはいえ、上京して頑張るためには資金が必要だったことから、2年間で帰るつもりはさらさらなかったため、専門学校卒業後のことを考えると、その先の余裕を作っておきたかったため、内緒でアルバイトをしていた。あの頃の行動力は「すごいな」と思ったが、勉強だと地道なことは嫌いで、日本工学院に入学が決まった10月頃から嬉しく、声優になるための勉強ができるということが楽しみで仕方なかったという。
高校卒業後に専門学校に入学すると、自分の声が個性的ではないことを知った。上京するまでは、「私が声優にならなかったら、だれがなるんだろう」というぐらいに思っていた。しかし、学校にはすごい人物もおり、「その中で一歩前に出ないとダメだろうな」という焦りのようなものも感じていた。当時は自分がやりたいことをやるための学校だったことから嫌なことはなく、「好きなことだけして毎日過ごせばいい」のような感じで、前述のアルバイトをしながら学校に通っていた。一方、演技の勉強を始めた時は不安で、「こんなに好きなことだけやっていいのかな」と勉強があまり好きでなかった新谷にとっては、学校は苦手な場所で、「専門学校も」と思っていたが、入学したところどの勉強も楽しく、「自分の好きなことだけしてていいの？」と思ったという。ただし、日本舞踊、タップダンス、ジャズダンス、モダンバレエなど身体を動かすレッスンも多く、運動神経がいい方ではなく体が硬いため、それらは苦手だった。一方、タップダンスの授業の年配の先生がとても優しく、先生自身のスタジオでも教えてくれたという。引っ込み思案なタイプだったが、専門学校に入学後、常に講義やレッスンの時は一番前に座っていた。人前で演技をするのは恥ずかしかったが、仕事をするまでは、最初の第一声を発するまでの恥ずかしいという思いはなくせなかったという。レッスン中でキャストが指定されて、教室の前で読み合わせをする時なども緊張していた。講師の神谷明に専門学校に入学して最初に「とにかく大声出せ」と言われた言葉が印象的だった。大声を出すと、とりあえず緊張が取れるようになったという。1日中勉強とは思えないほど好きなことばかりをしていたため、毎日楽しかったという。
専門学校在学中にラジオにも出演していたが、番組アイドル募集と書かれた告知を見たため、「アイドルは考えられないな」と思い、当初は応募しようとしなかった。しかし神谷が「応募してみろ」と背中を押してくれて「それならがんばってみよう」と応募。オーディションに合格した後は、アイドルという言葉がほど遠く、色々なことをしていたが、プロの現場に関わるのも初めてだったことから、とにかく何をするにも必死だった。自分にできるとは何一つ思えなかったことから、とても怖かったという。現場に関われることは嬉しかったが、色々な人物から注意されたり、怒られたりしていた。早口のため、「聴く人は電波にのった音声だけなので聴きづらいよ」ということを指摘された。話題に対してわりとマイナスな方向から話しがちだったため、「もう少し話題の広げ方を考えるように」と言われた。マネージャーをしてくれた学校の先生からも色々なアドバイスを受け、自分たちのコーナーをくれたため、その中の企画を考えていた時に、「その企画、自分が聴きたいと思う?」という厳しい指摘も受けた。何かを始めるたびに、学校の先生をはじめ、スタッフなどたくさんの人物からアドバイスや指摘をくれたことは、とても役に立っていることから感謝しているという。
1年目の終わりの公演では、主役の女の子と、楽団のキーボードを担当していた。始まる前は緊張していたが、始まると気にならなくなり、舞台の上では役としてどう生きるのかに一番意識が行っていた。役は「どんな反応をするんだろうか」などと、舞台を経験したことで、考えられるようになったという。
2年生の夏の研修旅行前の勢いで前述のブロッコリーが主催していたオーディションに応募。研修旅行から帰ってきたところ、一次審査合格の案内が届き、池袋の会議室で行われていた二次審査の会場に行っていた。その時、プロの人物も何人もおりマネージャーと一緒に来ていた人物は、皆とてもかわいい人物ばかりであった。そんな中、新谷1人でポツンと余計に緊張して萎縮していた。会場に着いた時点で、「もうダメだ」と思っていたが、三次オーディションまでも合格してしまい、どうしたらいいかわからなくなり先生に電話で相談していた。二次審査は質疑応答と自己PR、三次審査はセリフとアカペラの歌であったが、「既存の歌を歌うと、音程を外した時にばれやすいかな」、「この曲だったら知らない人がほとんどなので、正解もわからないだろう」と思い、出演していたラジオ番組で作った歌を歌っていた。最終の公開オーディション当日には、専門学校の先生が付き添ってくれた。その時はグラビアアイドル、モデルも受けに来ていたようで既に仕事していた人物もいたようであったため、合格するとは思っていなかった。合格した嬉しさもあったが、「どうしたらいいんだろう」と不安もあった。審査に通過して学校に電話をしていた時は、先生も「受かる」とは思っていなかったようで、「道に迷ったの?」と心配されるくらいであった。前述のとおり、最終オーディションでグランプリを受賞しているが、その時代から応援してくれるファンもいてくれて、すごく長い付き合いになった。皆のおかげで、前述のPCゲームのヒロインに選ばれたという。オーディションに合格したことは嬉しく、自信になったが、前述の通り、親に「声優になるための猶予は学校に通っている二年間だけ」と約束していたため、「これでなんとか続けられる」という安心感のほうが強かったという。神谷明に、「お前は笑顔が一番の魅力だから、辛くても人前ではずっと笑顔でいろ」と言われていたこともあり、当時は、「とにかく元気でいることが私の持ち味だ」と思っていたという。
その後、前述にもある通り、『ギャラクシーエンジェル』のオーディションでミルフィーユ・桜葉役に合格。その時は何も知らなかったため、原作がない『ギャラクシーエンジェル』では、「色が付いていないのがよかった」と語る。専門学校でほとんど褒められた記憶がなく、先生に「受かったよ!」と報告しても、「1作品で消えることもあるからなぁ。これで波に乗って頑張ればいいけどなー」と言われたという。初アフレコで憧れの先輩たちが並み居る中、そこに自分がいるとは信じられないまま収録は進み、無我夢中で記憶はほとんどないが「思うように声は出なかった」と語っている。その時初めて、神谷が何故「大きい声を出せ」と述べていたのか、その意味が分かった。専門用語も何も知らず、いつマイク前に立つのかわからなかった。スタジオは、マイクが3本立つスタジオであったが、新谷だけ専用に1本のマイクを使わせてくれたことから、「いつも申し訳ないな」と思いいつも謝っていた。一方、初めは掛け合いもぜんぜん芝居になっていなかった。救いだったのは、演じていたキャラクターがあまり人の話を聞かない感じの突っ走るキャラクターだったことであった。最低ラインぎりぎりのところで商業作品としては成り立ったが、芝居を考えると全く話にならないレベルで「このキャラクターではなく、別のキャラだったら成り立たなかった」と語る。
アニメスタッフも、新谷のデビュー作が『ギャラクシーエンジェル』だと知っていることから、分かりやすいように新谷のキャラ絵だけ色をつけてくれたり、皆色々助けてくれた。しかし「実は色をつけていたんだよ」と言われるまで緊張して周囲が見えず、全然気付かなかったという。
『ギャラクシーエンジェル』は、大きくメディアミックス展開をしていたため、テレビやラジオの出演、横浜アリーナでのライブや客の1人ひとりと触れ合えるイベントまで、色々なことを体験しており、当時はとにかく目の前のことを一生懸命するしかなかったという。
『ギャラクシーエンジェル』の収録が始まったのが専門学校卒業間際だったことから、2週目の収録の時が卒業式とぶつかっており、式だけ出席したもののその後の卒業パーティーには収録があったため、参加できなかった。専門学校在学中に好きだったのは講師の神谷が褒めてくれたことからナレーションだった。ただし、その時できることを一生懸命して、「後悔だけはしないように」と思ったという。
卒業時に、学校である事務所のオーディションが開かれ、そこで合格して事務所に所属。講師からは、「私がその当時仕事を持っているということは、自分が行きたいという事務所を選べる程度にはいいお土産になるよ」と言われ、そのおかげで色々声を掛けてもらえるようになった。プロとして仕事をしていくことをしなくてはいけないことで精いっぱいであり、テロップに名前が流れても自身のこととは思えず、同姓同名の別人に思えた程だったという。その時は「号泣するくらいうれしかった！」という話を聞いていたが、あまりにも現実味がなく、今まで自分の中でアニメは「出るもの」ではなく「見るもの」だったため、急にそのギャップは埋められなかったようだった。2011年時点は、テロップにでているのを見ると嬉しく、「中にいる自分を客観的に見つめることができたとき、自分は声優になったんだな」と実感できたという。
2009年のインタビューでは、自分には完璧主義者な部分もあったと語っている。「やれないことがあっちゃいけない」と思い、「何でもできるのがプロ。それに比べて、今の自分はあまりにもできな過ぎる……」と考えてしまい、理想と現実の間を埋めるのが難しかった。その間を少しでも埋めるべく、まず収録の時に受けたダメ出しを、一つひとつ直していくように頑張っていた。台本のペーパーノイズを注意された時は、次はノイズを出さないように注意する、マイクに入れる時は周囲の人物もよけられるようにするなど、できることから始めていき、前回注意されていたことを言われなくなっただけでも進歩、ということをしていった。仕事としてお金を貰いながら学んできたため、色々と申し訳なかったという。
落ち着いてきたのは、『ギャラクシーエンジェル』の8話目あたりの収録でかないみかの声が聞こえるなど周囲のことが少しずつ見えてきた。一生懸命落ち着かせようとしてくれているのが伝わり、なんとなく安心して周囲を「普段でも芝居でも助けていただいているんだなぁ」と実感するようになった。もらった優しさを感じることができるようになってからは楽になり、自分自身のやらなくてはならない役目も見えてきた。それらを周囲が見やすいようにしてくれていたことにも気付いたという。
2011年時点でもも緊張はしやすいといい、オーディションが緊張する時は、声を出すことを意識して頑張っており、大人になるにつれて人前に出るのは緊張するようになったかもしれないという。ライブでも袖で激しく緊張しているが、その場の空気とファンの温かいパワーを貰うと元気になれてしまうという。
その後は「表現したい気持ちはわかるけれども、そう持っていくためにはどうしたらいいのか」など、芝居の内容に踏み込むダメ出しを受けることが多くなった。しかし、芝居的なダメ出しを即座に直したり理解したりすることは難しく、その内容は分かるが形にできなかったりしていた。話してくれること自体がわからなかったりしていたこともあったという。
当時は新人だったため、できないことだらけで居残りもあり、いっぱい怒られいっぱい泣いていた。音響監督のたなかかずやに「主役が現場の空気を作るんだ、次の週にはちゃんと笑っていろ」と言われ、気をつけていたという。『ギャラクシーエンジェル』の現場では、スタッフや共演者から多くのことを学び、「この恩に報いるためには、このまま終わるわけにはいかない」と感じ、色々なことにおいて、「恵まれている」とも思ったという。
プロになってから「人間味を出したい」と思うようになった。初期の頃は『ギャラクシーエンジェル』のミルフィーユ役のまんまの、「明るくて元気で悩みなさそうでいいね」というようにとらえられることも多かったが、「それは少し違うかな」と思い、2009年時点では、「人間らしさ、人間“味”」という部分を「これからもなくしたくないな」と語っていた。2008年のインタビューでは、プロになってからアニメですごく感動するシーンを見ていたところ、「こういうふうにお芝居をすれば泣けるのかな」と考えてしまうなど、素直に楽しんで見られなくなった。オーディションもすべてうまくいかないこともあり、3カ月に1回は落ち込み、「辞めたい」と思ったこともあった。しかし、お世話になっているスタッフやファンと顔を合わせると「私がいただいた恩恵を、これから精一杯頑張ることでお返ししなきゃ」と感じた。そう思わせてくれるいい出会いが多数あったことから、自分自身では「“運と縁で生きている人”だ」といい、ひとつひとつの出会いを大事にしていきたいと考えると「くじけている場合じゃない」と思えてくるという。

### 声優
新谷自身は何を演じても「声が似ている」、と言われることもあるが、そういう意味では、「そのアニメのキャラクターではなく、キャストで見られることが増えてきたのかな」と語る。
仕事をする際に心がけていることは「作りすぎないでいよう」と思い、キャラクターや台詞回しを作りすぎるとなかなか変えられないため、相手の方の返ってくる台詞によって変えていけるように気をつけている。「その場になじむように、その空気になじむように」ということを心がけているという。
『ひだまりスケッチシリーズ』や『さよなら絶望先生シリーズ』をはじめ、新房昭之監督が手掛ける作品に出演することが多い。

### 音楽
専門学校時代は歌の授業もあったが、当時は「私もいつか歌うんだな」など思い描いたりしていたということは全然思ってなかった。
声優のオリジナルのCDの記事など雑誌で読んでいたことから声優が歌う機会が多くなっているのも知っていた。しかし新谷自身はうまくなく、そういう活動をするとは全く思っていなかったという。
デビュー作の『ギャラクシーエンジェル』はアフレコの前にOP曲のレコーディングがあったため、歌の仕事が先になった。
当時は事務所に所属する前で、「すごいキャストの皆さんと共演するだけでもすごいのに、自分の歌がOPに流れるなんていいのかな？　大丈夫かな？」と思ったという。
アーティストデビューについては『ギャラクシーエンジェル』が始まり、早い段階で話をくれたようで、マネージャーから聞かされた時には驚いていた。その時に「せっかくのお話だし、頑張ろう！」と思っていたところ、しばらく進展がなかった。
2002年に本格的なプロジェクトが動き出し、その頃は変な知識があったため、「絶対、（投資分）回収できないと思いますよ。大丈夫ですか？」と言ったりしていた。当時から、野川さくら、千葉紗子もリリースしており好調で「すごい」と思っていたが、そこに入ることはピンときておらず、「私がランティスの勢いを止めたらどうしよう？」と本気で心配していたという。
ここでは、「アニメの新谷とは差をつけたいな」、歌、ライブでは、「今のリアルな新谷、素の新谷良子を表現したい」、「アニメではもちろんキャラクターを表現したい」と思っている。2009年時点では曲のファンも増えてきてくれて、アニメは無知だが曲は好きという人物もおり、新谷にとっては、とても嬉しいという。
自らの音楽スタイルを「バンビポップ」と称している。アルバム作成の際にはそれぞれのCD独自のコンセプトのほかに、毎回共通して「等身大のしんたにりょーこ」というコンセプトで作成されている。ライブにおいて演奏を担当するバックバンド「Pink Bambi BAND」が存在する。基本的にライブはこのバンドと行っているが参加メンバーは流動的であり、2008年にROSARYHILLが結成されてからは当バンドのメンバー+ドラマーという編成になっている。2011年頃からほぼ同一のバンドメンバーでライブが行われているOLDCODEXとイベントが重なることが多くなり、またバンドメンバーが流動的になりつつある。
歌手活動もしていることから、「アイドル声優」と見られると語るが、新谷自身は、「完璧なアイドル声優ではなくて、もう少し人間っぽい、親しみやすい声優さんでいたいな」と語る。
座右の銘は「はっぴぃ・はっぴぃ・すまいる」。これは彼女のライブツアーのタイトル名として、現在のところ毎回使用されている。ライブ終盤に歌う曲として同名の曲があるが、これはライブ限定で歌われておりCDなどには収録されていない。なお、2007年6月27日に発売されたライブDVD『新谷良子 LIVE“はっぴぃ・はっぴぃ・すまいる'07”chu→lip☆ARMY』において、初めてフルサイズで映像化された。
ライブでは「ちゅーりっぷ王国」という架空の王国の姫であるという設定であり、観客は国民ということになっている。国歌は「ray of sunshine」。国花は「ファンシーフリル」（チューリップの品種の一つ）。建国記念日はファーストライブが行われた日である2004年6月26日。同じく王国という設定でライブを行っている田村ゆかりのことを「隣国の姫」と呼ぶことがある。ライブで王国スタイルをとっている理由は「いわゆる『声優さんのライブ』というのをわざと作り上げたかったから。」と語っている。

### 交友
『ギャラクシーエンジェル』で共演した田村ゆかりが新谷を可愛がっており、ブログでもその仲のよさは知られ、親友と呼べる間柄。
喜多村英梨は新人の頃に『マーメイドメロディー ぴちぴちピッチ』で共演しており、新人で勝手が分からなかった喜多村にアドバイスをした事で慕われている。また、『かってに改蔵』のファン同士の仲である。

## 出演
太字はメインキャラクター。

### テレビアニメ
2001年
- ギャラクシーエンジェル（2001年 - 2004年、ミルフィーユ・桜葉、シャックン、シルフィー） - 4シリーズ + 特別編
- ナジカ電撃作戦

2002年
- おねがい☆ティーチャー（女子生徒）
- まほろまてぃっく〜もっと美しいもの〜（369）

2003年
- おねがい☆ツインズ（四道晴子）
- DEAR BOYS（真鍋純子）
- デ・ジ・キャラットにょ（ミルフィーユ・桜葉）
- 成恵の世界（ケイ・シャーマン）
- MOUSE（亜美）

2004年
- GIRLSブラボー（ぽよんちゃん）
- W〜ウィッシュ〜（井ノ原春陽）
- DearS（幾原菜月）
- マーメイドメロディー ぴちぴちピッチ ピュア（天城みかる）
- 舞-HiME（瀬能あおい）

2005年
- あまえないでよっ!!（2005年 - 2006年、為我井陽） - 2シリーズ
- だめっこどうぶつ（フクちゃん）
- ぱにぽにだっしゅ!（宮田晶）
- ぺとぺとさん（ユーちゃん（守口雄一））
- 舞-乙HiME（アオイ・セノー / アイン・ルー）
- ラムネ（鮎川美空）
- あかほり外道アワーらぶげ（にゃん谷良子）

2006年
- いぬかみっ!（さよか、マロちん）
- 陰からマモル!（沢菓愛里）
- かしまし 〜ガール・ミーツ・ガール〜（ジャン・プウ）
- Gift〜eternal rainbow〜（藤宮千紗）
- ギャラクシーエンジェる〜ん（ミルフィーユ・桜葉）
- タマ&フレンズ 探せ!魔法のプニプニストーン（ポロン）
- 姫様ご用心（椿姫子）
- プリンセス・プリンセス（坂本七美）
- ラブゲッCHU 〜ミラクル声優白書〜（鈴木りんか）
- らぶドル Lovely Idol（藤田真琴）
- RED GARDEN（レイチェル・ベニング）

2007年
- 風のスティグマ（魔法少女しーちゃん）
- ケンコー全裸系水泳部 ウミショー（黄瀬早苗）
- ゴーストハント（女生徒）
- さよなら絶望先生（2007年 - 2009年、日塔奈美 他） - 3シリーズ
- ひだまりスケッチ（2007年 - 2013年、沙英） - 4シリーズ + 特別編4本

2008年
- 紅（崩月夕乃）
- スレイヤーズ シリーズ（2008年 - 2009年、子供、アベルの母） - 2シリーズ
- のらみみ2（金魚ちゃん）
- ポケットモンスター ダイヤモンド&パール（チョウコ）
- ヤッターマン（第2作）（ようこるん）

2009年
- 咲-Saki-（2009年 - 2014年、妹尾佳織） - 2シリーズ
- 聖剣の刀鍛冶（エルザ）
- 生徒会の一存（2009年 - 2013年、映画の声、宇宙巡） - 2シリーズ
- まりあ†ほりっく（2009年 - 2011年、桃井サチ） - 2シリーズ

2010年
- アマガミSS（2010年 - 2012年、桜井梨穂子） - 2シリーズ
- 荒川アンダー ザ ブリッジ（鉄人兄弟 鉄郎） - 2シリーズ
- 探偵オペラ ミルキィホームズ（2010年 - 2018年、長谷川平乃） - 4シリーズ + 特別編4作品
- ひめチェン!おとぎちっくアイドル リルぷりっ（川辺つぐみ）

2011年
- 快盗天使ツインエンジェル〜キュンキュン☆ときめきパラダイス!!〜（サロメ）
- 境界線上のホライゾン（鹿角）
- ドラえもん（テレビ朝日版第2期）（たかこ）
- 変ゼミ（加藤あんな）
- 魔法少女まどか☆マギカ（志筑仁美）
- 47都道府犬（石川犬）

2012年
- イクシオン サーガ DT（アルマフローラ〈謎の女〉）
- この中に1人、妹がいる!（新谷部長）
- さんかれあ（降谷千紘〈子供〉）
- じょしらく（宇座亭ウザンヌ）
- 戦国コレクション（“戦騎女王”武田信玄）

2013年
- のんのんびより（2013年 - 2021年、富士宮このみ） - 3シリーズ
- 八犬伝―東方八犬異聞― 第二期（犬江仁〈幼少〉）

2014年
- ガールフレンド（仮）（橘響子）
- 魔法少女大戦（犬鷲由里）
- 旦那が何を言っているかわからない件（2014年 - 2015年、田中さん） - 2シリーズ
- Re:␣ ハマトラ（イチコ）

2015年
- レーカン!（勇希の母）
- ヤングブラック・ジャック（母親）

2018年
- Cutie Honey Universe（ブレストクロー）
- うちのメイドがウザすぎる!（先生）

2024年
- ループ7回目の悪役令嬢は、元敵国で自由気ままな花嫁生活を満喫する（リーシェの母）
- 名探偵コナン（藤枝久美）

2025年
- かくして!マキナさん!!（大家さん）

### 劇場アニメ
- Piaキャロットへようこそ!! -さやかの恋物語-（2002年、桑島みゆき）
- いぬかみっ! THE MOVIE 特命霊的捜査官・仮名史郎っ!（2007年、さよか）
- さよなら絶望先生（2011年、日塔奈美）[注 2]
- 劇場版 魔法少女まどか☆マギカ シリーズ（2012年 - 2013年、志筑仁美） - 3作品
- 劇場版 探偵オペラ ミルキィホームズ〜逆襲のミルキィホームズ〜（2016年、長谷川平乃[72]）
- 劇場版 のんのんびより ばけーしょん（2018年、富士宮このみ[73]）
- ガディガルズ（2022年）[74]

### OVA
2002年
- ぼくらのまちトミカ・プラレールタウンに全員集合!（ライちゃん）

2003年
- エイケン エイケンヴより愛をこめて（天神美加）

2005年
- がぁーでぃあんHearts ぱわ〜あっぷ!（皐月姫）

2006年
- 舞-乙HiME Zwei（アオイ・セノー、アイン・ルー）

2007年
- デッドガールズ（レイチェル・ベニング）

2008年
- 獄・さよなら絶望先生（日塔奈美）※奈美が描いた「絶望先生えかきうた」も担当。
- 絶対衝激 〜PLATONIC HEART〜（大門寺優）

2009年
- 懺・さよなら絶望先生 番外地（日塔奈美）

2010年
- 紅（崩月夕乃）

2011年
- かってに改蔵（しえちゃん、新☆谷良子、「叫ぶしびんの会」会員、とーりゃんせB、日辺美男、タワラ）
- 変ゼミ（加藤あんな）※第5巻OAD付き初回限定版

2012年
- あいまい!萌えCanちぇんじ!（ハカセ）

2013年
- OVAの中に1人、妹がいる!（新谷）
- ヘタリア The Beautiful World えくすとらでぃすく（アメリカ娘）

2014年
- のんのんびより（2014年 - 2022年、富士宮このみ） - コミックス第7・のんのんびよりりめんばーOAD付き特装版

2015年
- 咲日和（妹尾佳織）

2016年
- クビキリサイクル 青色サヴァンと戯言遣い（千賀ひかり）

### Webアニメ
- SOSTV ワルプルギスナイトフィーバー（2010年、ガーネット）
- こいけん!〜私たちアニメになっちゃった!〜（2012年、赤城さくら）

### ゲーム
2001年
- プリズムパレット（桜木弥生）

2002年
- GALAXY ANGEL（2002年 - 2005年、ミルフィーユ・桜葉） - 4作品

2004年
- W〜ウィッシュ〜（井ノ原春陽）
- てんたま2wins（五十嵐真雪）

2005年
- おねがいナイショにしてね（小鳩）
- CROSS WORLD 見知らぬ空のエターティア（メローネ・マルシュ）
- ショコラ 〜maid cafe "curio"〜（大村翠）
- White Princess the second 〜やっぱり一途にいってもそうじゃなくてもOKなご都合主義学園恋愛アドベンチャー!!〜（望月真心）
- らぶドル 〜Lovely Idol〜（藤田真琴）
- ラムネ（鮎川美空）

2006年
- ガジェットトライアル（ソウカ）
- かしまし 〜ガール・ミーツ・ガール〜 「初めての夏物語。」（ジャン・プウ）
- Quartett! 〜THE STAGE OF LOVE〜（ユニ・アルジャーノ）
- Gift -prism-（藤宮千紗）
- GALAXY ANGEL II（2006年 - 2009年、ミルフィーユ・桜葉） - 3作品
- 式神の城III（堀口ゆかり VER.2）
- パルフェ -ショコラ second style-（夏海里伽子）
- 龍刻 RYU-KOKU（笠木アイナ）

2007年
- アガレスト戦記（ルアナ）
- 召喚少女 〜ElementalGirl Calling〜（マキ）
- 真・らき☆すた 萌えドリル 〜旅立ち〜（田村ひより）
- プリンセスナイトメア（リトル・ドラクレア）
- まじしゃんず・あかでみい（羽瀬川鈴穂）
- 名探偵コナン 追憶の幻想（花山エミリ）

2008年
- インフィニット アンディスカバリー（ミルシェ）
- ソウルキャリバーIV（2008年 - 2009年、柴香華） - 2作品

2009年
- R-TYPE TACTICS II -Operation BITTER CHOCOLATE-（ヒロコ・F・ガザロフ）
- アマガミ（桜井梨穂子）
- キモかわE!（珊瑚）
- 紅魔城伝説II 妖幻の鎮魂歌（霧雨魔理沙、橙）
- C-1 Battle（ララ）
- 蒼空のフロンティア（高根沢理子）
- ひぐらしのなく頃に絆 第三巻・螺（十和田八重）
- ひだまりスケッチ どこでもすごろく×365（沙英）
- 羊くんならキスしてあげる☆（麻生小鳩）
- (PW)Project Witch（竹村ゆうこ）
- 無限航路 -Infinite Space-（チェルシー）
- ルーンファクトリー3（さくや）

2010年
- こいけん!（赤城さくら）
- 咲-Saki-（2010年 - 2015年、妹尾佳織）
- 店長、在庫が足りません!（本宮まいみ） - 2作品
- 生徒会の一存 -DSする生徒会-（宇宙巡）
- 探偵オペラ ミルキィホームズ（長谷川平乃）
- トトリのアトリエ 〜アーランドの錬金術士2〜（2010年 - 2012年、メルヴィア・ジーベル） - 2作品
- トリックスター（いちご）
- マリッジロワイヤル プリズムストーリー（天竜江奈）

2011年
- 次の犠牲者をオシラセシマス（高円寺唯柚）
- デッドエンド Orchestral Manoeuvres in the Dead End（小林鋼一郎）
- 僕らの恋のはじめかた（桐野綾音）

2012年
- タイムトラベラーズ（伏見雛）
- 探偵オペラ ミルキィホームズ 2（長谷川平乃）
- 魔法少女まどか☆マギカ ポータブル（志筑仁美）
- ラブ☆トレ〜Mint〜（ガブリエル・フォックス）

2013年
- イクシオン サーガ（ヒロインD〈女性〉）
- ガールズ×マジック（本宮まいみ）
- ガールフレンド（仮）（2013年 - 2015年、橘響子、志筑仁美）
- 境界線上のホライゾン PORTABLE（鹿角） - 2作品
- スロッターマニアV 絶対衝激II（大門寺優）

2014年
- ウチの姫さまがいちばんカワイイ（聖泉姫 ヴィヴィアンヌ）
- 十三支演義 〜偃月三国伝2〜（尚香）
- 82Hブロッサム（蓮見清子）
- ヒーローズプレイスメント（祢夢・フレイザー・伯壱）
- 魔法少女大戦 ZANBATSU（マジア・フルミネ）

2015年
- ひぐらしのなく頃に粋（十和田八重）
- ルミナスアーク インフィニティ（ルルシャンテ）

2016年
- 神撃のバハムート（サレファ）
- ロボットガールズZ ONLINE（えん魔子ちゃん

2017年
- ドラゴンクエストライバルズ（ラヴィエル）
- きららファンタジア（沙英）

2019年
- スーパーロボット大戦X-Ω（ミルフィーユ・桜葉）

2022年
- Echocalypse -緋紅の神約-（クライン）

2023年
- ルーンファクトリー3スペシャル（さくや）
- マギアレコード 魔法少女まどか☆マギカ外伝（志筑仁美）

2024年
- グランブルーファンタジー（ルーヴェラ）
- けものフレンズ3 (ステラーカイギュウ）

2025年
- 魔法少女まどか☆マギカ Magia Exedra（志筑仁美）

### ドラマ・ラジオCD
- VELVET UNDERWORLD「Fragment story #0 “The Fool”」（V）
- アマガミ ドラマCDシリーズ（桜井梨穂子）
- 良子と佳奈のアマガミ カミングスウィート! Vol.1 - 20
- オーディオドラマCD シャーロックホームズ 緋色の研究（ルーシー・フェリア）
- がぁーでぃあんHearts ぱわ〜あっぷ!（皐月姫）
- 快盗天使ツインエンジェル〜ブラックトレーダーの遺産〜（サロメ）[注 3]
- カオシックルーン（夏樹ハカナ）
- からふるまきあーと（秋山やよい）
- きみにしか聞こえない CALLING YOU（相原リョウ）
- クインテット!（椿小唄）
- GRACE DOOR（レナ）
- 紅（崩月夕乃）
- ケモノキングダム 〜ZOO〜（オカピ）
- こいけん! 「一人足りない一週間」（赤城さくら）
- C-1 Battle（ララ）
- 春夏秋冬 ドラマCD 逆襲の赤ズキンチャン（庄屋あきほ）
- SONIC GUM ラジオスペシャル あまえないでよっ!! ラジオCD（ワニブックスウエブ通販限定）
- 超無気力戦隊ジャパファイブ（月野しずく）
- 東方聖夜祭 紅魔館のクリスマス（紅美鈴）
- 年上ノ彼女（小山内揚羽）
- 取り合いドラマCD「修羅場!」第3巻（鬼島冴、ラッキー・ルチアーナ、樫田咲苗、玉藻前）
- バイトでウィザード（塩原友子）
- 獏-BAKU-（セレン）
- ぱにぽに セカンドシーズン Vol.2（宮田晶）
- ひだまりスケッチ×365 ドラマCD（沙英）
- 腐女子っス!（吉沢えり）
- 魔法少年マジョーリアン（久米河イオリ）
- まりあ†ほりっく（桃井サチ）
- みすてぃっく放送部（焔坂玲子）
- モンスターコレクションTCG ドラマCD 七星魔導史マフィン伝「魔剣の姫君と女神候補生」（ミルフィ）
- やえかのカルテ（堤偲）
- ラブセレブ（中園キララ）
- らぶドル 〜Lovely Idol〜（藤田真琴）
- ラブ★ゆう（白金碧空）
- 恋愛遺伝子XX（エリカ腹心の女生徒）
- 恋愛ラボ（棚橋鈴音）

### ラジオドラマ
- ねこだもん。（ランティスウェブラジオ：2005年8月 - 10月）
- どらま de にじちぅ?（にぅ）（ラジオ大阪『にじちぅ? ぱれ〜ど♪』内：2006年10月4日 - 12月30日）

### 吹き替え

#### 映画
- イントゥ・ザ・ブルー（サム〈ジェシカ・アルバ〉）
- エレクトラ（アビー・ミラー〈キルステン・プラウト〉）
- グレタ GRETA（エリカ〈マイカ・モンロー〉[100]）

#### ドラマ
- ビッグバン★セオリー ギークなボクらの恋愛法則（ペニー〈ケイリー・クオコ〉）
- ホワイトカラー（リンジー、CA）

### デジタルコミック
- VOMIC お嬢様はお嫁様。（2008年、極楽院永遠子）
- VOMIC 紅 kure-nai（崩月夕乃）

### ラジオ
※はインターネット配信。
- ドリーム・ドリーム・パーティ
  - 明・めぐみのドリーム・ドリーム・パーティ（1999年 - 2001年、文化放送、アシスタント）
  - 愛と良子のパジャマパーティー（2005年 - 2013年、明・めぐみのドリーム・ドリーム・パーティ内箱番組）
  - 拓也・良子のドリーム・ドリーム・パーティ（2013年 - 2019年、文化放送）
- ラジオどっとあい めぇめぇもぉdaエイエイオー!（2000年 - 2001年、BBQR※）
- ギャラクシーエンジェル関連
  - ぴたぴたエンジェル♪（2002年、ラジオ大阪）
  - ぴたぴたエンジェル♪A（2002年 - 2003年、ラジオ大阪）
  - G.A.だにょ（2003年、ラジオ大阪）
  - エンジェルLOVE（2003年 - 2005年、ラジオ大阪）
  - 水野良Produce りょーことゆーなの G☆A☆（2005年 - 2006年、ラジオ関西）
  - ラジオギャラクシーエンジェル りょーことゆーなと（2008年 - 2009年、音泉※）
- 新谷良子のももいろソーダ（2003年 - 2012年、声優グランプリmobile※）
- おねがいツインズ・みずほ先生とはちみつツインズ（2003年 - 2004年、ラジオ大阪 / 四道晴子名義ミニコーナー）
- 超・ULTRAスーパーマニア「レディオウィッシュ団」（2003年 - 2004年、文化放送）
- 浪川大輔と新谷良子のカオシック×アクエリアンナイト（2003年、ラジオ関西・アニスタ.TV※）
- 良子と愛のぷにぷにTea Time（仮）（2003年 - 2013年、モバイル文化放送※）
- マジキュー ラブラドールリボルバー（2004年 - 2005年、ラジオ関西 / 2004年 - 2007年、ランティスウェブラジオ※）
- 良子のももいろおもちゃばこ（2004年、声優・V-STATION※）
- 阿澄佳奈と井口裕香と徳永愛のクロスワールドレイディオ（2005年、音泉※、コーナーパーソナリティ）
- あまえないでよっ!!陽のえんま帳 with 小鬼（2005年、ポッドキャスティング※、第7回・第8回パーソナリティ）
- 真澄・良子のかしましらじおPC（2005年 - 2006年、ポッドキャスティング※）
- 良子と羽衣の姫様放送局（2006年、BEAT☆Net Radio!※）
- おしゃべりやってまーす
  - 火曜日（2007年 - 2009年、K'z Station※）
  - 第3放送（2009年 - 2014年、K'z Station※）
- RADIOアニメロミックス（2007年、文化放送、8代目）
- さよなら絶望放送（2007年 - 2011年、アニメイトTV※）
  - さよなら絶望放送携帯版（2007年 - 2011年、アニメイトモバイル米）
- 新谷良子のBambi Pop World（2007年、A&G 超RADIO SHOW〜アニスパ!〜内箱番組）
- めいめいもう 〜良子のももいろおもちゃばこ Ver.〜（2007年、ラジオ大阪）
- 良子と佳奈のアマガミ カミングスウィート!（2009年 - 2012年、音泉※）
- マリッジロワイヤルラジオ 〜あなたのお嫁さんにしてください〜（2009年 - 2010年、ランティスウェブラジオ※）
- 良子と英梨のラジオ腐りかけ!（智一&璐美のラジオ腐りかけ!の第53回、65回、73回）[注 4]
- 新谷良子と喜多村英梨の腐りかけRADIO!〜girls bravo!!〜（2010年 - 2011年、携帯サイトkoe☆moe※）
- webラジオペースメーカー（2010年 - 2011年、OH☆TV※）[注 5]
- 新谷良子のchu→lip☆RADIO（2011年 - 2012年、ランティスウェブラジオ※）
- 萌えCanちぇんじ!ラジオらぼ!（2011年 - 2012年、アニメイトTV※）
- NECパーソナルコンピュータプレゼンツ デジタル生活応援!121ラジオ（2014年 - 2017年、音泉※）[101]
- 新谷良子のただのラジオ（2015年 - 2016年、音泉※）[102]
- ちゅーりっぷ王国 放送室（2016年 - 、公式FCサイト※）
- 声優NOTE（2018年、JFN系列）

#### 特番
- めぇめぇもぉのPretty Pajama Party（BSQR489：2001年7月22日）
- ファミリー!文化放送2003〜2004スペシャル A&G presents 年またぎの夢見よう!アゴましておめでとう（文化放送：2003年12月31日 - 2004年1月1日）
- A&G年越し特番 チョー突猛進!カウントダウンLIVE SP（文化放送：2006年12月31日 - 2007年1月1日）
- ひだまりラジオ
  - ひだまり楽屋裏ジオ（ランティスウェブラジオ：2009年8月22日）
  - ひだまり楽屋裏ジオ×SP（ランティスウェブラジオ：2011年8月13日）
  - ひだまり楽屋裏ジオ×ハニカム（ランティスウェブラジオ：2012年8月18日）
- 超!A&Gショップpresents 2009夏総決算!A&Gリクエスト対決〜めざせ第1党（超!A&G+：2009年8月30日）
- 探偵オペラ ミルキィホームズ特番 G4特別捜査会議。（HiBiKi Radio Station：2010年11月11日）
- 糸色望のオールナイトニッポンR（ニッポン放送：2011年10月14日）

### ナレーション
- アマガミSSエンディングテーマ「恋はあせらず」CM（桜井梨穂子）
- ガチンコ視聴率バトル・ごほうび特番・ロバートの第一回全日本オタクサミット!!（2007年1月5日、テレビ朝日）
- 報道ステーション（同上）
- サキヨミ→サキヨミLIVE（フジテレビ）
- アニソンぷらす（2008年12月度、テレビ東京）
- それいけ!アンパンマンくらぶ（BS日テレ）
- 特捜警察ジャンポリス（テレビ東京）
- news every.「今、私がいる理由（わけ）」のコーナー（日本テレビ）
- アニメ「ピアノの森」の魅力に迫る!（2018年3月27日、NHK総合）
- 「アイカツプラネット！」1月まで待ちきれない！直前スペシャル（テレビ東京）
- news23（2021年1月4日 - 、TBS）

### テレビ番組
※はインターネット配信。
- ゲーマーズエクスプレス（2001年4月 - 2002年3月、アニマックス）
- 新谷良子のお店くりっく! あらぶんちょ!内のミニ番組（2002年9月 - 2003年3月、東京ケーブルネットワーク）
- 新谷良子のあなたと☆お・で・か・け（2002年 - 2004年、声優Wave※）
- 激☆店（2003年7月 - 2005年3月、BS-i）
- GATV（2004年4月 - 2006年3月、アニマックス）
- 新谷良子のいつでも☆いっしょ（2004年 - 2006年6月、声優Wave※）
- 新谷良子のchu→lip生放送（2011年4月29日 - 2012年3月30日、ニコニコ生放送※）[注 6]
- ひめのたんじょうび（ニコニコ生放送：2013年3月30日 - 2013年3月31日）
- 【初見歓迎♪】新谷良子にぅシングル『STARting-fromrebirth-』発売記念ニコ生【姫に力を☆】（ニコニコ生放送：2015年2月25日）
- 【初見歓迎♪】新谷良子Birthdayニコ生【姫の誕生日】（ニコニコ生放送：2017年3月31日）

### 映像商品
- 新谷良子のあなたと☆お・で・か・け DVD 1st - 3rd（2003年）
- 新谷良子のもっと!あなたと☆お・で・か・け DVD 〜その1 - 3〜（2003年）
- 新谷良子のいつでも☆いっしょ! Vol.1 - 3（2004年）
- 花の声優界! スター☆ボウリング 人生投げずに玉投げて。みなさまのおかげサマーですSP
- BROCCOLI THE LIVE II in 大宮ソニックシティ
- 望月久代・新谷良子・山本麻里安のWelcome☆パーティー（2004年）
- 宝探し 〜至高のペルソナ〜 in マザー牧場（2012年）

### 舞台
- 想い出色の輪舞（東京桜組：2002年12月公演）
- アニメ店長生誕10周年記念公演 「アニメ店長は・・・・僕が守る！」（2010年12月公演、ゲスト出演）
- 老いらく長屋☆騒動記
- LIVE DRAMA 「アリドロ レベル2 誓願の羅針盤」（2023年3月26日・6月25日(再演)、フェリエス）
- LIVE DRAMA 「アリドロ レベル3 目覚める新世界」（2023年11月5日、フェリエス）

### 映画
- ラブコメ（顔出し出演）
- ピョコタン・プロファイル（紅ショウガの声）

### パチンコ・スロット機
- パチスロ ラブゲッCHU 〜ミラクル声優白書〜（2009年、鈴木りんか）
- 戦国コレクション2（武田信玄[103]）
- パチスロ 探偵歌劇 ミルキィホームズ TD　消えた7と奇跡の歌（長谷川平乃[104]）

### その他コンテンツ
- デジタル写真集「Love Pop☆Party」（2008年）※ボイス＆ムービー付
- Gamers Guardian Fairies（金沢店守護妖精・ラピス）
- シュラキ（リゼ）
- 萌える脳トレ（細野茉衣）
- スナイパー=リョウコの雑学生活知恵袋100 Vol.1
- 30秒ちょっとでわかる日本の昔話100選
- 30秒ちょっとでわかる世界の童話100選
- 逆転昔話 vol.2 くノ一編

## ディスコグラフィ

### シングル
| 枚   | 発売日         | タイトル                  | 規格品番   | 最高位 |
| ---- | -------------- | ------------------------- | ---------- | ------ |
| 1st  | 2003年8月27日  | ワガママ date show        | LACM-4104  | 62位   |
| 2nd  | 2003年9月26日  | あいのうただから          | LACM-4106  | 73位   |
| 3rd  | 2003年10月22日 | ray of sunshine           | LACM-4108  | 82位   |
| 4th  | 2004年9月23日  | 恋の構造/トリックスター   | LACM-4155  | 54位   |
| 5th  | 2004年11月26日 | Wonderstory/HAPPY END     | LACM-4168  | 67位   |
| 6th  | 2005年3月2日   | 世界でいちばんボクが好き! | LACM-4185  | 131位  |
| 7th  | 2005年10月5日  | Happiest Princess         | LACM-4220  | 63位   |
| 8th  | 2006年5月24日  | CANDY☆POP☆SWEET☆HEART     | LACM-4262  | 52位   |
| 9th  | 2007年6月27日  | ロストシンフォニー        | LACM-4383  | 42位   |
| 10th | 2008年5月21日  | crossingdays              | LACM-4502  | 38位   |
| 11th | 2008年10月22日 | 月とオルゴール            | LACM-4535  | 58位   |
| 12th | 2009年6月3日   | ReTIME                    | LACM-4621  | 56位   |
| 13th | 2009年11月25日 | Piece of love             | LACM-4667  | 67位   |
| 14th | 2010年3月24日  | Magic Spell               | LACM-4701  | 46位   |
| 15th | 2010年10月6日  | HONEY TEE PARTY!          | LACM-4743  | 55位   |
| 16th | 2011年10月26日 | Euphoric Prayer           | LACM-4871  | 51位   |
| 17th | 2012年2月14日  | AUTOMATIC SENSATION       | LACM-4908  | 54位   |
| 18th | 2015年3月11日  | STARting -from rebirth-   | LACM-14318 | 36位   |

### アルバム

#### ミニアルバム
|     | 発売日        | タイトル       | 規格品番   | 最高位 |
| --- | ------------- | -------------- | ---------- | ------ |
| 1st | 2003年3月7日  | ピンクのバンビ | LACA-5157  | 292位  |
| 2nd | 2012年9月26日 | BANDScore      | LACA-15235 | 77位   |
| 3rd | 2017年6月21日 | tick-ta cRock  | LACA-15641 | 65位   |

#### オリジナルアルバム
|     | 発売日         | タイトル             | 規格品番   | 最高位 |
| --- | -------------- | -------------------- | ---------- | ------ |
| 1st | 2004年4月28日  | ファンシー☆フリル    | LACA-5277  | 63位   |
| 2nd | 2005年5月25日  | Pretty Good!         | LACA-5390  | 96位   |
| 3rd | 2006年11月15日 | 空にとける虹と君の声 | LACA-5565  | 23位   |
| 4th | 2007年12月19日 | Wonderful World      | LACA-5717  | 87位   |
| 5th | 2009年2月18日  | MARCHING MONSTER     | LACA-5866  | 30位   |
| 6th | 2011年6月22日  | UNLOCKER!            | LACA-15126 | 44位   |
| 7th | 2013年8月14日  | Blooming Line        | LACA-15328 | 55位   |

#### ベストアルバム
|     | 発売日         | タイトル                    | 規格品番     | 最高位 |
| --- | -------------- | --------------------------- | ------------ | ------ |
| 1st | 2007年2月14日  | The Great bambi Pop Swindle | LACA-5600    | 71位   |
| 2nd | 2011年2月9日   | BEST BAMBI BOX              | LACA-9205/6  | 21位   |
| 3rd | 2018年10月10日 | BEST BAMBI BOX 2            | LACA-9649/50 | 55位   |

### タイアップ
| 楽曲                      | タイアップ |
| ------------------------- | --- |
| 世界でいちばんボクが好き! | テレビアニメ『だめっこどうぶつ』オープニングテーマ                                                                       |
| Happiest Princess         | PS2用ゲームソフト『White Princess 〜一途にイっても浮気してもOKなご都合主義学園恋愛アドベンチャー!!〜』オープニングテーマ |
| CANDY☆POP☆SWEET☆HEART     | テレビアニメ『姫様ご用心』エンディングテーマ                                                                             |
| crossingdays              | テレビアニメ『紅 kure-nai』エンディングテーマ                                                                            |
| Magic Spell               | オンラインRPG『トリックスター0 -ラブ-』イメージソング                                                                    |
| HONEY TEE PARTY!          | テレビ東京『アニソ〜ンぷらす』2010年10月度オープニングテーマ                                                             |
| AUTOMATIC SENSATION       | アニメ『こいけん!〜私たちアニメになっちゃった〜』主題歌                                                                  |
| Blooming Line             | テレビ東京『アニメDON!』2013年8月度エンディングテーマ                                                                    |

### 映像作品
|     | 発売日         | タイトル                                                          |
| --- | -------------- | ----------------------------------------------------------------- |
| 1st | 2005年6月29日  | "はっぴい・はっぴい・すまいる '05" Chu-lip くぇすと in Zepp Tokyo |
| 2nd | 2005年12月21日 | "はっぴぃ・はっぴぃ・すまいる'05" chu→lip☆Legend in Zepp Tokyo    |
| 3rd | 2007年6月27日  | "はっぴぃ・はっぴぃ・すまいる'07" chu→lip☆ARMY in U-PORT          |
| 4th | 2008年7月23日  | "はっぴぃ・はっぴぃ・すまいる'08" chu→lip☆Medalist                |
| 5th | 2009年10月21日 | "はっぴぃ・はっぴぃ・すまいる'09" chu→lip☆Toy parade              |
| 6th | 2012年3月21日  | "はっぴぃ・はっぴぃ・すまいる'11" chu→lip☆CHEERS!                 |
| 7th | 2014年4月28日  | "はっぴぃ・はっぴぃ・すまいる'13" chu→lip☆Voyage                  |
| 8th | 2016年2月24日  | "はっぴぃ・はっぴぃ・すまいる’15" chu→lip☆STAR                    |

### ユニット
| ユニット名                          | メンバー |
| ----------------------------------- | --- |
| めぇめぇもぉ                        | 新谷良子・清水愛・坂本美里 |
| Teddy milk（テディミルク）          | 新谷良子・清水愛 |
| エンジェル隊                        | 新谷良子・田村ゆかり・沢城みゆき・山口眞弓・かないみか・後藤沙緒里（ゲーム版のみ）                                                                                              |
| ぴたぴたエンジェル♪                 | 新谷良子・田村ゆかり |
| ぴたぴたエンジェル♪A                | 新谷良子・田村ゆかり |
| Vsixteen                            | 愛河里花子・飯塚雅弓・岩田光央・國府田マリ子・サエキトモ・新谷良子・鈴村健一・高田広ゆき・ 竹内順子・豊嶋真千子・千葉紗子・三重野瞳・西村ちなみ・三橋加奈子・宮村優子・望月久代 |
| あまえ隊っ!!                        | 川上とも子・新谷良子・寺田はるひ・中原麻衣・樋口智恵子・渡辺明乃 |
| 激☆娘                               | 新谷良子・山本麻里安・三重野瞳 |
| ラジアニfeaturing.新谷良子+後藤邑子 | 新谷良子・後藤邑子 |
| 桃月学園1年で〜組                   | 門脇舞・沢城みゆき・新谷良子・生天目仁美・松来未祐 |
| che★lip                             | 新谷良子・野川さくら ※アニぱら音楽館 EXTREME LIVE 2005の一夜限り |
| 絶望少女達                          | 野中藍・井上麻里奈・小林ゆう・沢城みゆき・新谷良子・真田アサミ・谷井あすか・後藤邑子・松来未祐                                                                                  |

### キャラクターソング
| 発売日   | 商品名                                                 | 歌                     | 楽曲                                    | 備考                                          |
| 2004年   | 2004年                                                 | 2004年                 | 2004年                                  | 2004年                                        |
| -------- | ------------------------------------------------------ | ---------------------- | --------------------------------------- | --------------------------------------------- |
| 4月21日  | てんたま2wins ヴォーカルプラス                         | 五十嵐真雪（新谷良子） | 「Rebirth〜どんなに遠く離れていても〜」 | ゲーム『てんたま2wins』関連曲                 |
| 2006年   |                                                        |                        |                                         |                                               |
| 12月27日 | Gift〜eternal rainbow〜 キャラクターソングミニアルバム | 藤宮千紗（新谷良子）   | 「デリケートマジック」                  | テレビアニメ『Gift〜eternal rainbow〜』関連曲 |

- 明日が見えなくて（マーメイドメロディーぴちぴちピッチピュア）
- ギャラクシーエンジェルシリーズ（ムーンエンジェル隊名義を除く）
  - あしたのタマゴ
  - 笑顔にGet On!
  - エキサイティング・ロボット
  - おんなじねがい
  - Cooking☆Dance!
  - じーえーじーえーCD出ます♪
  - じーえーじーえーDVD出ます♪
  - ステキな日曜日
  - チームメイト
  - ちょっとおやすみ
  - ちょっとひといき
  - はじまりのキラキラボシ
  - Happyで行こう!
  - VIVA LA WOMEN!
  - ブギヴギ☆とらぶるメーカー
  - Precious heart
  - Born to be happy
  - マシュマロ☆チョコレート☆
  - ミルフィーユのお料理教室
  - YOU GET A CHANCE!
  - YOU GET A CHANCE!（ラブリー・サマー・ミックス）
  - LUCKY GIRL
  - Lunch Boxいっぱいの愛
  - LOVE FROM SPACE
  - ミラクルテレパシー
  - 午前0時はハッピースタート!
  - Wake me UP!
  - どぅびどぅび♪シークレット
- KISS BEAT!!（がぁ〜でぃあんHearts ぱわーあっぷ!）
- ジャン・プウのイイコト探し（かしまし〜ガール・ミーツ・ガール〜）
- タイムマシーン（ラムネ）
- Deary Darling（ショコラ〜maid cafe "curio"〜）
- デリケートマジック（Gift〜eternal rainbow〜）
- 夏の日のジオラマ（あまえないでよっ!!）
- Voices（みすてぃっく放送部）(声優名義)
- 放課後ハイド&シーク（舞-HiME）
- ぽよんちゃんのテーマ（GIRLSブラボー-second season-）
- 目覚めの時 （召喚少女〜ElementalGirl Calling〜）
- 夢物語（らぶドル〜Lovely Idol〜）
- Rebirth〜どんなに遠く離れていても〜（てんたま2wins）
- 日だまりの下で（Wウィッシュ）(声優名義)
- 主人公/36.7°（さよなら絶望先生）
- ひだまりスケッチ シリーズ（沙英）
  - スケッチスイッチ (声優名義)
  - しあわせnext page
  - ?でわっしょい
  - しめきり純情派 / 天性メガネリア
  - HIDAMARILAND GO LAND
  - できるかなって☆☆☆
  - 心の奥、言えない言葉
  - 気まぐれ、じゃんけんポンっ!
  - おーぷん☆きゃんばす
- アマガミ シリーズ（桜井梨穂子）
  - DJK
  - 恋はあせらず / 星
  - Sweet Message
  - 時々ドキドキ／like a flower
  - アイスクリーム日和
- ナニがナニでナニなの…/初めて、だから…（かってに改蔵）
- 明日があるっしょ! （快盗天使ツインエンジェル）
- 奥様のブルース（旦那が何を言っているかわからない件）
- ガールフレンド(仮) キャラクターソングシリーズ Vol.04（橘響子）
  - 笑顔のすゝめ
- となりっこいなかっこ（のんのんびより りぴーと）
- リリカのまじかる☆ふぃ〜ば〜らんど!（ツインエンジェルBREAK）

### その他参加作品
- Eternal Love 2007（2006年12月22日）

1. Eternal Love 2007（PlayStation 2ゲーム『GALAXY ANGEL II 無限回廊の鍵』オープニング主題歌）
2. ガラス色sensation!（同ソフト第1話ED）

### その他
- 声優Wave
  - 本気の LOVE & PEACE（2003年2月14日）
  - さんきゅ（2003年4月26日）
- マジキュー ラブラドールリボルバー
  - chu→lip☆リボルバー（2004年12月22日）
  - ラブリボうっひゃらCD ちゅーりっぷ「天」の巻（2005年7月21日）
  - ラブリボうっひゃらCD ちゅーりっぷ「地」の巻（2005年8月24日）
  - ラブリボうっひゃらCD ちゅーりっぷ「人」の巻（2005年10月26日）
  - おたんじょうびCD らぶりぼ〜姫とあなたとおばけちゃん〜（2006年4月5日）
- はっぴぃ・はっぴぃ・すまいる（ライブ限定のオリジナルソング）

## ライブ・イベント

### 単独イベント
- 新谷良子 PINK☆ROCKS 会員限定ライブ りとる24あにばーさりー
- 新谷良子 PINK☆ROCKS 会員げんていライブ 『ばーすでい☆ぱにっく！』 〜Anniversary of a quarter of century〜
- 新谷良子 公式ファンクラブ限定プレミアムライブ「PINK☆ROCKS☆SWEET☆HEART」
- 新谷良子 会員限定バースデーライブ Bambi Pop Count Down
- 新谷良子ファンクラブ限定イベント Ryoko Shintani BirthdayParty
- Fanclub Birthday Event No☆Chara No☆Life '10 昼公演・夜公演
- Ryoko Shintani 10th Anniversary Museum『chu→lip はてな』（2011年7月9日、10日）
- Ryoko Shintani FC Birthday Party Twilight Night in chu→lip☆Kingdom
- 新谷良子会員限定chu→lip☆PARTY Final Meeting 2012